# اوون جونز (معمار)
 اوون جونز (انگلیسی: Owen Jones؛ ۱۵ فوریهٔ ۱۸۰۹ – ۱۹ آوریل ۱۸۷۴) یک معمار اهل بریتانیا بود.